# Paolo Scalabrini
Paolo Scalabrini, född 1713, död den 28 februari 1806 i Lucca, var en italiensk tonsättare.
Scalabrini var hovkapellmästare i Köpenhamn 1748-55 och 1775-81 samt skrev där förutom flera seriösa italienska operor några sångspel till danska texter (Den belønnede kjærlighed, 1758; Geniernes fest, 1760; Oraklet, 1776), musik till Wessels parodiska sorgespel "Kjærlighed uden strømper" (1773), flera kantater och ett passionsoratorium till text av Johannes Ewald (1771).